# NSWRL 1938
Die NSWRL 1938 war die 31. Saison der New South Wales Rugby League Premiership, der ersten australischen Rugby-League-Meisterschaft. Den ersten Tabellenplatz nach Ende der regulären Saison belegten die Canterbury-Bankstown Bulldogs, die im Finale 19:6 gegen die Eastern Suburbs gewannen und damit zum ersten Mal die NSWRL gewannen.
Nach Ende der Saison 1937 war die Mannschaft der University of Sydney aus dem Wettbewerb ausgeschieden, wodurch sich 1938 die Anzahl der Mannschaften wieder auf acht reduzierte.

## Tabelle
|     | Team                          | Spiele | Siege | Unent. | Ndlg. | Spiel- punkte | Diff. | Tabellen- punkte |
| --- | ----------------------------- | ------ | ----- | ------ | ----- | ------------- | ----- | ---------------- |
| 01. | Canterbury-Bankstown Bulldogs | 14     | 11    | 1      | 2     | 276:135       | + 141 | 26               |
| 02. | South Sydney Rabbitohs        | 14     | 9     | 1      | 4     | 254:145       | + 109 | 19               |
| 03. | Balmain Tigers                | 14     | 7     | 1      | 6     | 238:176       | + 62  | 15               |
| 04. | Eastern Suburbs               | 14     | 6     | 3      | 5     | 228:203       | + 25  | 15               |
| 05. | North Sydney Bears            | 14     | 6     | 0      | 8     | 163:220       | - 57  | 12               |
| 06. | Newtown Jets                  | 14     | 5     | 1      | 8     | 174:228       | - 54  | 11               |
| 07. | Western Suburbs Magpies       | 14     | 4     | 1      | 9     | 155:265       | - 110 | 9                |
| 08. | St. George Dragons            | 14     | 3     | 1      | 10    | 159:275       | - 116 | 7                |

## Playoffs

### Halbfinale
| 20. August | Canterbury-Bankstown Bulldogs | 31 : 24 | Balmain Tigers | Sydney Cricket Ground, Sydney Zuschauer: 10.751 Schiedsrichter: Tom McMahon Jr. |
| 20. August | Bericht                       |         |                | Sydney Cricket Ground, Sydney Zuschauer: 10.751 Schiedsrichter: Tom McMahon Jr. |

| 27. August | Eastern Suburbs | 19 : 10 | South Sydney Rabbitohs | Sydney Cricket Ground, Sydney Zuschauer: 14.161 Schiedsrichter: Tom McMahon Jr. |
| 27. August | Bericht         |         |                        | Sydney Cricket Ground, Sydney Zuschauer: 14.161 Schiedsrichter: Tom McMahon Jr. |

### Grand Final
| 3. September | Canterbury-Bankstown Bulldogs                                                              | 19 : 6        | Eastern Suburbs        | Sydney Cricket Ground, Sydney Zuschauer: 20.287 Schiedsrichter: Tom McMahon Jr. |
| 3. September | Versuche: Gartner (2), Duncombe Erhöhungen: Kirk (3/3) Straftritte: Kirk (1), McCarter (1) | (4:3) Bericht | Versuche: Cairns, Dunn | Sydney Cricket Ground, Sydney Zuschauer: 20.287 Schiedsrichter: Tom McMahon Jr. |

| 1  | Tom Kirk       |
| 2  | Edgar Newham   |
| 3  | Alan Brady     |
| 4  | Jim Champion   |
| 5  | Joe Gartner    |
| 6  | Jim Duncombe   |
| 7  | Roy McCarter   |
| 8  | Henry Porter   |
| 9  | Roy Kirkaldy   |
| 10 | Eddie Burns    |
| 11 | Roy McCallum   |
| 12 | Jim McCormack  |
| 13 | Frank Sponberg |

| 1  | Jim Norton       |
| 2  | Aden Cairns      |
| 3  | Dick Dunn        |
| 4  | Rod O’Loan       |
| 5  | Percy Dermond    |
| 6  | Stan Callaghan   |
| 7  | Fred Robinson    |
| 8  | Andrew Norval    |
| 9  | Joe Pearce       |
| 10 | Harry Pierce     |
| 11 | Ray Stehr        |
| 12 | Noel Hollingdale |
| 13 | Jack Arnold      |